# 近藤敏信
近藤 敏信（こんどう としのぶ、1969年9月14日 - ）は、日本のイラストレーター、キャラクターデザイナー、ゲームクリエーター。有限会社スタジオ最前線の代表取締役社長。

## 制作に参加した作品

### ゲーム
- 海腹川背シリーズ
  - 海腹川背（1994年）
  - 海腹川背・旬（1997年）
  - 海腹川背・旬 〜セカンドエディション〜（2000年）
  - 海腹川背Portable（2008年）
  - 海腹川背・旬 〜セカンドエディション〜完全版（2009年）
  - さよなら 海腹川背（2013年）
  - さよなら 海腹川背 ちらり（2015年）
  - 海腹川背 Fresh!（2019年）
  - 海腹川背 BaZooKa!（2020年）
- メタルサイト（1989年）
- ルイン 神の遺産（1993年）
- どきどきポヤッチオ（1998年）
- 機動戦艦ナデシコ ルリルリ麻雀（1999年）
- 新世紀エヴァンゲリオン 麻雀補完計画（2000年）
- でじこの麻雀パーティー（2000年）
- 宇宙のステルヴィア（2004年）
- そらのいろ、みずのいろ（2004年）ムービー
- 真章 幻夢館（2004年）ムービー
- ヘラクレスの栄光 魂の証明（2008年）
- SIMPLE DSシリーズ Vol.43 THEホストしようぜ! 〜DXナイトキング〜（2009年）イラスト
- シャイニング・ハーツ（2010年）
- CODE OF PRINCESS（2012年）
- ブレードアークス from シャイニング（2014年）
- Blade Strangers（2018年）
- コットンロックンロール（2021年）
- バッカニヤ（2023年）
- わいわいワイン村[1]
- カードゲーム
  - アクエリアンエイジ
  - がむしゃらギャング団

### その他の作品
小説
- 『出撃っ!猫耳戦車隊』（イラスト）
- 『猫耳戦車隊、西へ』（イラスト）
- 『零式スター・パニック』（イラスト）
- 『闇色の戦天使』（イラスト）

アニメ
- 『蒼穹のファフナー』（冒険キングデザイン協力）

## 逸話
- ゲームバラエティ番組『ゲームセンターCX』の大ファンであり、第31回『海腹川背』の回では主人公を描いた色紙を贈った。